# Виктор (Богоявленский)
Архиепи́скоп Ви́ктор (в миру — Все́волод Семёнович Богоявленский; ок. 1854 — 2 ноября 1928, Омск) — епископ Русской православной церкви, архиепископ Омский и Павлодарский.

## Биография
В 1875 году окончил Псковскую духовную семинарию, в 1879 году — Санкт-Петербургскую духовную академию, со степенью кандидата богословия за диссертацию «Киприан, митрополит Киевский» с правом получения степени магистра. С 9 августа 1879 года был определён помощником смотрителя Мстиславского духовного училища.
В октябре 1881 года назначен инспектором народных училищ Виленской губернии, в 1887 году — директором Молодечненской учительской семинарии, в 1891 году — директором Виленского учительского института и окружного Педагогического музея. С 9 августа 1891 года — статский советник, с 1 января 1900 года — действительный статский советник. Был награждён орденами Св. Станислава 1-й ст. (1910) и 2-й ст. (1894), Св. Владимира 3-й ст., Св. Анны 2-й ст. и 3-й ст.
С 1913 года — окружной инспектор Казанского учебного округа в чине действительного статского советника, редактировал научно-педагогический журнал «Вестник образования и воспитания» для средней школы.

### В годы революции
В феврале 1918 году был отстранён от службы захватившими власть в городе на короткое время большевиками.
В начале сентября бежал из Казани во время осады города Красной Армией. Оказался в Уфе, где познакомился с профессором В. В. Сапожниковым, входившим в состав Временного Сибирского правительства в качестве министра народного просвещения.
По приглашению Сапожникова переехал в Омск и был принят в Министерство народного просвещения (29 октября 1918 года зачислен временно исполняющим обязанности помощника делопроизводителя отдела высших народных училищ. С 7 мая 1919 года — заведующий отделением женских гимназий Центрального управления). 28 мая 1919 года переведён в Министерство торговли и промышленности Российского правительства А. В. Колчака окружным инспектором по учебной части. С 21 июля по 13 сентября 1919 года исполнял обязанности управляющего учебным отделом в Министерстве торговли и промышленности, с 1 октября того же года заведовал делами учебного отделения Канцелярии министра, 4 января 1920 года числился в Министерстве торговли и промышленности в должности окружного инспектора по учебной части.
Около 10 ноября 1919 года эвакуировался из Омска с отступавшими частями Белой Армии, добрался до Красноярска, где оставался до мая 1920 года, затем из-за болезни жены переехал в Томск, там его супруга скончалась.
В сентябре 1920 года в Иркутске принял монашеский постриг, через некоторое время рукоположен во иерея; в декабре того же года был возведён в сан архимандрита с назначением настоятелем московского Знаменского монастыря, но по месту назначения выехать не смог.

### Епископ Барнаульский
3 августа 1921 года в Томске был хиротонисан во епископа Барнаульского, викария Томской епархии.
В ноябре 1921 года ему было поручено временное управление епархией Томской епархией до прибытия назначенного на Томскую кафедру епископа Андрея (Ухтомского), однако епископ Андрей не прибыл, и епископ Виктор управлял епархией до ареста в июне 1922 года.
С 1922 года в Томской епархии большое распространение получило обновленчество. В пасхальной проповеди епископ Виктор назвал обновленцев сектой. Из материалов дела:
«В пределах Томской губернии Управляющий Томской епархией Виктор, в миру гр. Богоявленский Всеволод, контрреволюционную линию поведения, по указанию Патриарха Тихона, проводил с самого появления своего во главе Томской епархии с июня 1921 г…
Приехав в Томск по назначению Патриарха Тихона, вопреки декрету об избрании духовенства верующими, Богоявленский, под именем епископа Виктора, осуществляет здесь, по приказаниям свыше, обход декрета об отделении Церкви от государства. Он присвоил себе право назначения, смещения и увольнения членов Епархиального управления, настоятелей церквей, членов причта, производя это помимо воли верующих, руководствуясь только своими контрреволюционными симпатиями…
Духовенство либеральное, стремящееся к реформе Церкви в духе современности, преследуется епископом Виктором…»
Стремился упорядочить жизнь епархии: преобразовал епархиальный совет в епархиальное управление, намеревался созвать епархиальный съезд, священнослужителям рекомендовал вести в церквах метрические записи (согласно циркуляру НКЮ 1919 года, это не было запрещено), совершать разводы только в случае, если прилагалась выписка о расторжении брака из народного суда. При храмах преподавался Закон Божий, о чём был поставлен в известность губернский отдел народного образования.
В марте 1922 года в Томске началась кампания по изъятию церковных ценностей. Стремился к тому, чтобы изъятие прошло мирно и без попрания святынь. Несмотря на лояльную позицию епископа Виктора по отношению к декрету об изъятии, в томской печати началась кампания против архиерея. Изъятие церковных ценностей использовалось как повод для судебного преследования и уничтожения духовенства.
После первого произведённого у него обыска епископ Виктор в мае 1922 года обратился с письмом к членам епархиального управления о преемстве церковной власти в Томской епархии. Он писал, что в случае его смерти «или ещё каких-либо обстоятельств» управление епархией должно перейти к Бийскому архиепископу Иннокентию (Соколову), 2-му Томскому викарию, и призывал «никого другого епископом не признавать». Однако после ареста епископа Виктора церковная власть в Томске была захвачена группой обновленцев во главе с Петром Блиновым.

### Арест и тюремное заключение
12 июля 1922 года был арестован, определён в томский дом заключения. 15-20 июля томский губернский революционный трибунал по военному отделению рассматривал «дело томских церковников» в открытом судебном заседании. Владыка Виктор в числе других обвиняемых был признан виновным в «идейном руководстве томской группой контрреволюционной организации духовенства „Православная церковь“… противодействии органам власти при изъятии церковных ценностей», а также в том, что он «фактически злостно нарушал и не исполнял декрета советской власти об отделении церкви от государства, сохранял конструкцию прежней епархиальной консистории (вопреки декрету об избрании духовенства верующими присвоил себе право назначения, смещения, увольнения членов епархиального управления, настоятелей церквей), совместно с Поповым Ильёй Константиновичем (архимандритом Ираклием) скрыл от изъятия церковные ценности путём раздачи по частным квартирам: ценности храма Томского мужского монастыря (7 икон в серебряных ризах около 30 ф. весом), домовой церкви при бывшей семинарии (5 риз)… возбуждал население к массовым волнениям и к невыдаче церковных ценностей в явный ущерб диктатуре рабочего класса и пролетарской революции».
Епископ Виктор и ещё 7 человек были приговорены к расстрелу. Осужденные направили кассационную жалобу в Сибирское отделение Верховного трибунала ВЦИК. 29 июля в Новониколаевское отделение Верховного трибунала поступила телеграмма от председателя новоучреждённого обновленческого Сибирского церковного управления А. Авдентова и секретаря М. Торопова, в которой они писали, что «утверждение приговора создаст ореол мученичества осужденным и явится непреодолимым препятствием в деле успокоения и устроения Живой церкви», и просили смягчения приговора.
Определением кассационной коллегии Сибирского отделения Верховного трибунала ВЦИК РСФСР от 6 октября 1922 года приговор от 15-20 июля был отменён и дело передано для нового рассмотрения в судебную коллегию Сибирского отделения Верховного трибунала. 31 октября — 4 ноября 1922 года выездная сессия судебной коллегии повторно рассмотрела дело и признала епископа Виктора и ещё 11 священников виновными в том, что, «являясь членами иерархии православной церкви, занимая… должности в Томской епархии, использовали эту легальную организацию в целях свержения завоеванной пролетарской революцией власти рабоче-крестьянских советов и существующего на основании Конституции РСФСР рабоче-крестьянского правительства». Епископ Виктор, архимандрит Ираклий (Попов) и несколько священников вновь были приговорены к расстрелу без права обжалования приговора. О приговоре телеграфировали в Верховный трибунал в Москву. В тот же день была получена ответная телеграмма за подписью секретаря ВЦИК Авеля Енукидзе с приказанием — исполнение приговора немедленно остановить, направить дело в Москву для рассмотрения. Решением Президиума ВЦИК от 2 марта 1923 года высшая мера наказания епископа Виктора и 2 другим осуждённым была заменена 10 годами лишения свободы, через полгода срок сократили до 6 лет, в феврале 1924 года — до 5 лет.
По данным М. Е. Губонина, в 1924 году епископ Виктор числился епископом Нижнеудинским, однако известно, что в январе 1925 года архиерей находился в Иркутской тюрьме.

### Архиепископ Омский
Был освобожден досрочно, в марте 1925 года, после возведения в сан архиепископа назначен управляющим Омской епархии, к тому времени почти целиком перешедшей в обновленчество (за раскольниками числилось 111 приходов с 81 священником).
Архиепископ Виктор начал объезжать приходы епархии, проповедуя и объясняя вред раскола. В результате активной деятельности архиерея в лоно Церкви ежемесячно возвращалось около 15-20 приходов. К середине 1925 года в Омске из 19 храмов только 3 принадлежали обновленцам: Успенский собор, Воскресенский военно-крепостной собор, Никольская казачья церковь, все они в скором времени были закрыты, потому что люди не посещали их.
Неоднократно предпринимал попытки добиться от властей возвращения Никольской церкви, которую хотел сделать кафедральной, однако безуспешно. Власти всячески препятствовали поездкам владыки по епархии. Ему не разрешили въезд в Акмолинск, из Семипалатинска власти выдворили архиерея через день после приезда. При поездке в город Тара ему запретили заезжать в населённые пункты, расположенные по пути следования, хотя поступало множество приглашений посетить приходы.
В середине 1925 года омский обновленческий епархиальный совет прислал к архиепископу Виктору депутатов с предложением принять участие в обновленческом соборе 1925 года и с материалами по вопросу об объединении, предложения об объединении были посланы также многим православным приходам. Через 2 дня во время проповеди в храме архиепископ Виктор назвал обновленцев еретиками и предостерег верующих от сближения с ними. Под влиянием архиерея большинство православного духовенства и мирян отказались от переговоров с обновленцами.
25 декабря 1925 года архиепископ Виктор и Петропавловский епископ Иоанн (Троянский) хиротонисали во епископа Семипалатинского Иннокентия (Никифорова), ставшего помощником архиепископа Виктора в управлении епархией.
28 января 1926 года под председательством епископа Виктора состоялось собрание приходов Омска, которое должно было определить своё отношение к Временному высшему церковному совету (ВВЦС), образованному Свердловским архиепископом Григорием (Яцковским) после кончины Патриарха Тихона и ареста Местоблюстителя Патриаршего Престола митрополита Петра (Полянского) и претендовавшему на высшую власть в Церкви. Собрание постановило:
«Считать ВВЦС канонически незаконным. Ввиду прекращения каноническо-законнопреемственной власти в лице Митрополита Петра Крутитского просить Архиепископа Виктора управлять епархией самостоятельно, не подчиняясь ВВЦС, впредь до восстановления церковной власти в лице ли заместителей покойного Патриарха, указанных им при жизни, или в виде особого учреждения, канонически избранного и уполномоченного на управление церковными делами всей староканонической Церкви. Поминовение на богослужении Митрополита Петра прекратить. Настоящее постановление сообщить викарным епископам Омской епархии: Петропавловскому и Семипалатинскому, и всем благочинным епархии, дабы они поставили в церквях в известность все православные общины».
5 апреля того же года состоялось 2-е собрание омского духовенства и мирян для обсуждения проблем высшего церковного управления. Был заслушан доклад о церковной жизни в Москве. Собравшиеся просили архиепископа Виктора и его викариев управлять Омской епархией самостоятельно, не присоединяясь ни к каким группировкам, и ожидать установления законной церковной власти. В начале лета в церкви Илии Пророка состоялось 3-е собрание духовенства и мирян Омска во главе с архиепископом Виктором, присутствовали более 50 делегатов от храмов города и близлежащих приходов. Собравшиеся обсуждали выпущенное 18 апреля 1926 года митрополитом Агафангелом (Преображенским) обращение к архипастырям, пастырям и верным чадам РПЦ, в котором он объявил, что вступает в права Патриаршего Местоблюстителя. Собрание постановило послать в столицу делегата от Омской епархии для ознакомления с состоянием церковных дел, а также вновь осудило ВВЦС и архиепископа Григория. В августе 1926 года на 4-м собрании представителей от омского духовенства и мирян был заслушан доклад вернувшегося из Москвы благочинного Омских церквей протоиерея Василия Инфантьева.
Несмотря на противодействие властей, находившихся в тесном контакте с остатками обновленцев, жизнь православных Омска оживилась. В 1927 году была восстановлена дореволюционная традиция проводить в храмах после богослужений религиозно-нравственные беседы.
После выхода «Декларации» митрополита Сергия (Страгородского), в июле и сентябре 1927 года году духовенство и прихожане Омска во главе с архиепископом Виктором обратились в Омский областной административный отдел на предмет регистрации его как правящего архиерея «Сергиевской ориентации» и Временного епархиального совета при нём.
За три года управления Омской епархией архиепископ Виктор сумел сплотить вокруг канонической Церкви почти всё духовенство и мирян.
Большая физическая и нравственная нагрузка, постоянная травля со стороны властей его подорвали. Умер 2 ноября 1928 года в Омске. Погребён около алтаря Богородице-Братской церкви, где располагалась кафедра и резиденция Омских архиереев.
В 2001 году был реабилитирован Прокуратурой Томского областного суда.

## Сочинения
- Книга для чтения в народных училищах северо-западного края России: Год обучения 1-3. — Вильна, 1896;
- Книга 1-я для чтения в церковно-приходских школах и школах грамоты: Год 1-й обучения. — СПб., 1899, 1902 (совм. с Н. Ф. Одинцовым);
- Книга 2-я для чтения в церковно-приходских школах и школах грамоты: Годы 2-й и 3-й обучения. — СПб., 1899, 1903.